# Criterium van Putte
Het Na-Tourcriterium van Putte is een wielercriterium in de Belgische gemeente Putte. Deze wedstrijd wordt sinds 2016 jaarlijks verreden in de straten van de gemeente en is een voortzetting van het criterium van Heist-op-den-Berg, dat van 2013 tot en met 2015 werd georganiseerd. 
Het criterium wordt traditioneel verreden in de tweede week na de Ronde van Frankrijk.

## Erelijst
| Jaar                            | 1e                                      | 2e                                      | 3e                                      |
| Criterium van Heist-op-den-Berg | Criterium van Heist-op-den-Berg         | Criterium van Heist-op-den-Berg         | Criterium van Heist-op-den-Berg         |
| ------------------------------- | --------------------------------------- | --------------------------------------- | --------------------------------------- |
| 2013                            | Nairo Quintana                          | André Greipel                           | Stijn Devolder                          |
| 2014                            | Tony Gallopin                           | Sven Nys                                | Marcel Kittel                           |
| 2015                            | Zdeněk Štybar                           | Mathieu van der Poel                    | Serge Pauwels                           |
| Criterium van Putte             |                                         |                                         |                                         |
| 2016                            | Jasper Stuyven                          | Thomas De Gendt                         | Wout van Aert                           |
| 2017                            | Bauke Mollema                           | Pieter Vanspeybrouck                    | Zdeněk Štybar                           |
| 2018                            | Yves Lampaert                           | Guillaume Van Keirsbulck                | Sonny Colbrelli                         |
| 2019                            | Remco Evenepoel                         | Laurens De Plus                         | Xandro Meurisse                         |
| 2020                            | Niet georganiseerd door de Coronacrisis | Niet georganiseerd door de Coronacrisis | Niet georganiseerd door de Coronacrisis |
| 2021                            | Niet georganiseerd door de Coronacrisis | Niet georganiseerd door de Coronacrisis | Niet georganiseerd door de Coronacrisis |
| 2022                            | Jasper Philipsen                        | Michael Matthews                        | Arnaud De Lie                           |